# 六磊塘
六磊塘是位于中華人民共和國上海市松江区东部和闵行区的一條河流，全长18公里，該河西起松江區境內的北泖泾，途徑松江区新桥镇和闵行区颛桥镇，东入黄浦江。